# Yousif Thomas Mirkis
Yousif Thomas Mirkis OP (Mosul, Iraque, 21 de junho de 1949) é o arcebispo católico caldeu de Kirkuk-Sulaimaniya.
Yousif Thomas Mirkis estudou pela primeira vez no seminário de Saint Jean em Mosul. Ele então foi para a França para continuar seus estudos. Lá Mirkis juntou-se à ordem dominicana. Ele recebeu seu doutorado em teologia católica pela Universidade de Estrasburgo e um diploma em etnologia pela Universidade de Paris-Nanterre. Mirkis recebeu o Sacramento da Ordem em 26 de março de 1980.
Em 1989, Yousif Thomas Mirkis co-fundou a Faculdade de Teologia e Filosofia no Babel College em Bagdá. De 1989 a 2001 foi professor no Babel College. Mirkis também foi Superior do Convento Dominicano em Bagdá de 1994 a 2000. Em 1995 tornou-se diretor das revistas Al-Fiker Al-Masihi e Al-Nasira. Em 2006, Yousif Thomas Mirkis fundou a Academia de Ciências Humanas em Bagdá. É membro da Associação Católica Internacional de Imprensa.
O Sínodo dos Bispos Católicos Caldeus o elegeu Arcebispo de Kirkuk. O Papa Francisco aprovou sua eleição como Arcebispo de Kirkuk em 11 de janeiro de 2014. O patriarca católico caldeu da Babilônia, Luís Rafael I Sako, doou-o, assim como Habib Al-Naufali e Saad Sirop, em 24 de janeiro do mesmo ano como bispo; Os co-consagradores foram o Bispo da Cúria no Patriarcado da Babilônia, Shlemon Warduni, e o Arcebispo Latino de Bagdá, Jean Benjamin Sleiman OCD.